# La madrastra (película de 1960)
 La madrastra es una película en blanco y negro de Argentina dirigida por Rodolfo Blasco sobre el guion de Abel Santa Cruz según el cuento de Álvaro Yunque que se estrenó el 15 de septiembre de 1960 y que tuvo como protagonistas a Jorge Salcedo, María Concepción César, Gilda Lousek y Leda Zanda.
Fue el primer largometraje dirigido por Rodolfo Blasco, quien alcanzó a dirigir otras dos películas antes de fallecer en un accidente automovilístico el 18 de noviembre de 1961.

## Sinopsis
Un niño se niega a aceptar a su nueva madre pese a los esfuerzos de esta.

## Reparto
Participaron del filme los siguientes intérpretes:
- Jorge Salcedo .... Germán
- María Concepción César ... Celia
- Gilda Lousek ... Martha (maestra)
- Leda Zanda ... Carmen (tía de Rómulo)
- Américo Sanjurjo ... Padre Florencio
- Osvaldo Terranova ... Linyera
- Alberto Peyret
- Jorge Villoldo
- María Elena Petrusky
- Amalia García
- Julio de Vita ... Rómulo
- José Luis Mazza ... Antonio "Toñín" Ferreyra
- Marito García
- Héctor Gabrielli ... Canuto Cancio
- Andresito
- Freddy Tainor
- Carlos Fedregal
- Bernardo Kullock
- A. Lobótrico
- Juan Carlos Gómez
- Hugo Vicente
- Roberto Salinas
- Alberto Leone

## Comentarios
King dijo:

”fluye emoción con mucha naturalidad…Paso adelante en nuestra pantalla”.

El Heraldo del Cinematografista opinó:

”Lo que la diferencia de un melodrama vulgar es la frescura del tratamiento, la ameneidad con que alterna algunos toques de drama y sonrisa.”

Por su parte Manrupe y Portela escriben:

”Digno acercamiento a un tema reiterado, en una película poco vista”.